# رئيس الرأس الأخضر
رئيس الرأس الأخضر هو المنصب الأعلى في جمهورية الرأس الأخضر. يشغل المنصب حالياً خوسيه ماريا نيفيس.

## رؤساء الرأس الأخضر
| الصورة           | الاسم (الميلاد–الوفاة)                 | انتخب          | مدة المنصب    | مدة المنصب    | مدة المنصب         | الحزب                                                 |
| الصورة           | الاسم (الميلاد–الوفاة)                 | انتخب          | بداية الفترة  | نهاية الفترة  | مدة الحكم          | الحزب                                                 |
| ---------------- | -------------------------------------- | -------------- | ------------- | ------------- | ------------------ | ----------------------------------------------------- |
|                  | أريستيد بيريرا (1923–2011)             | 1975 1981 1986 | 8 يوليو 1975  | 22 مارس 1991  | 15 سنوات و257 أيام | الحزب الأفريقي لاستقلال غينيا والرأس الأخضر(قبل 1981) |
| PAICV ‏(بعد 1981) | أريستيد بيريرا (1923–2011)             | 1975 1981 1986 | 8 يوليو 1975  | 22 مارس 1991  | 15 سنوات و257 أيام |                                                       |
|                  | أنطونيو ماسكارينهاس مونتيرو(1944–2016) | 1991 1996      | 22 مارس 1991  | 22 مارس 2001  | 10 سنوات           | MpD ‏                                                  |
|                  | بيدرو بيريس (ميلاد 1934)               | 2001 2006      | 22 مارس 2001  | 9 سبتمبر2011  | 10 سنوات و171 أيام | PAICV ‏                                                |
|                  | خورخي كارلوس فونسيكا (ميلاد 1950)      | 2011 2016      | 9 سبتمبر 2011 | 9 نوفمبر 2021 | 10 سنوات و61 أيام  | MpD ‏                                                  |
|                  | خوسيه ماريا نيفيس (ميلاد 1960)         | 2021           | 9 نوفمبر 2021 | الان          | 3 سنوات و132 أيام  | PAICV ‏                                                |

## الانتخابات الأخيرة
| المرشح                          | المرشح                          | الحزب                                            | الأصوات | %      |
| ------------------------------- | ------------------------------- | ------------------------------------------------ | ------- | ------ |
|                                 | خوسيه ماريا نيفيس               | African Party for the Independence of Cape Verde | 95٬803  | 51.73  |
|                                 | كارلوس فيغا                     | Movement for Democracy                           | 78٬474  | 42.37  |
|                                 | كاسيميرو دي بينا                | مستقل                                            | 3٬343   | 1.81   |
|                                 | فرناندو روشا ديلجادو            | مستقل                                            | 2٬516   | 1.36   |
|                                 | هيليو سانشيز                    | مستقل                                            | 2٬119   | 1.14   |
|                                 | جيلسون ألفيس                    | مستقل                                            | 1٬558   | 0.84   |
|                                 | جواكيم مونتيرو                  | مستقل                                            | 1٬378   | 0.74   |
| المجموع                         | المجموع                         | المجموع                                          | 185٬191 | 100.00 |
|                                 |                                 |                                                  |         |        |
| الأصوات الصحيحة                 | الأصوات الصحيحة                 | الأصوات الصحيحة                                  | 185٬191 | 96.90  |
| الأصوات الباطلة والفارغة        | الأصوات الباطلة والفارغة        | الأصوات الباطلة والفارغة                         | 5٬928   | 3.10   |
| مجموع الأصوات                   | مجموع الأصوات                   | مجموع الأصوات                                    | 191٬119 | 100.00 |
| الناخبين المسجلين ومعدل الإقبال | الناخبين المسجلين ومعدل الإقبال | الناخبين المسجلين ومعدل الإقبال                  | 398٬865 | 47.92  |
| المصدر: CNE                     |                                 |                                                  |         |        |